# Cristóbal de Molina el Chileno
Cristóbal de Molina, (Leganiel, Cuenca, España, 1494 - Santiago de Chile, 1580) fue un clérigo y cronista español. Se le conoce comúnmente con el apodo de «el Chileno» o «el Almagrista», para distinguirlo de otro clérigo y cronista homónimo, apodado «el Cusqueño». Durante mucho tiempo se le atribuyó una Relación de cosas acaecidas en el Perú, pero actualmente se cree que el autor de dicha obra fue en realidad el clérigo Bartolomé Segovia.

## Biografía
Nació en la villa de Leganiel, cerca de la ciudad de Huete, siendo hijo de Mateo Hernández y Catalina Sánchez. Se ignora sobre los estudios que realizó, así como el lugar y la fecha en que recibió las órdenes religiosas. Después de andar por España, Italia y Flandes pasó a América, ya en edad madura. Se sabe que estaba en Santo Domingo en 1532. Pasó luego a Panamá, donde se incorporó en la expedición que el licenciado Gaspar de Espinosa organizó para ayudar a Pizarro, pero al fracasar esta en el río de San Juan, regresó a Panamá, y luego a España.
Nuevamente en América, se sabe que en abril de 1535 se hallaba en Lima. En el Cuzco se incorporó a la expedición que el adelantado Diego de Almagro organizó para marchar a Chile. Fue uno de los tres religiosos que asistieron a dicha expedición (los otros fueron Rodrigo Pérez y Bartolomé Segovia). De vuelta al Cuzco, fue testigo de la lucha contra los indios y de la guerra civil entre los conquistadores (guerra de las Salinas). En 1539 se hallaba en Lima desde donde envió una carta al Rey, fechada en 12 de junio de ese año, junto con la cual enviaba «por dibujo todo el camino que D. Diego de Almagro anduvo y descubrió; que desde tumbes, que es en tres grados hasta el rio Maule, que estas en treinta y nueve grados que hay por tierra mil e veinte y cuatro leguas, sin lo que desde Panamá hasta Tumbes descubrió y mas figuradas la naciones, y gentes, trajes, propiedades, ritos y ceremonias cada cual en su manera de vivir». Por haber acompañado a Almagro se le conoce como “el almagrista”, aunque nunca fue un militante fanático de dicho bando.
En Lima fue vicario de la parroquia del Sagrario, así como sochantre de la catedral de dicha ciudad.
En 1556 marchó por segunda vez a Chile, acompañando esta vez al gobernador García Hurtado de Mendoza. Se sabe que también estuvo en Charcas y que se halló presente en la fundación de Mendoza, entre cuyos vecinos se contó. También regresó brevemente a Lima, en 1563. Pero residió preferentemente en  Santiago, donde permaneció hasta su muerte, siendo cura, vicario general y sochantre de la catedral santiaguina. Por eso que se le conoce como “el chileno”.

## LaRelación
La Relación de cosas acaecidas en el Perú (título abreviado), llamada también La destrucción del Perú, estuvo guardada en el Archivo de Indias, anónima, sin fecha ni firma. Bartolomé de las Casas la usó como fuente literal de su Historia apologética, aunque solo apuntó que su autor era un seglar.
Por un tiempo se creyó que el Cristóbal de Molina autor de la Relación de fábulas y ritos de los Incas (el llamado ahora "el cuzqueño") fue el mismo autor de la Relación de cosas acaecidas en el Perú. Fue Marcos Jiménez de la Espada quien la atribuyó a Cristóbal de Molina el “almagrista”, tesis de la que fue principal defensor Carlos A. Romero. Fue  publicada por primera vez por Diego Barros Arana en la revista chilena Sud América (1873) como anónima. Raúl Porras Barrenechea sostuvo que su autor más probable era el clérigo Bartolomé Segovia, tesis que parece ser la más acertada.
El título de la obra es larguísimo y reza así: 

J. H. U. S. Relación de muchas cosas acaecidas en el Perú en suma, para entender a la letra la manera que se tuvo en la conquista y población destos reynos, y para entender en cuanto daño y perjuicio se hizo de todos los naturales universalmente desta tierra, y como por la mala costumbre de los primeros se ha continuado hasta hoy la grande vexación y destrucción de la tierra por donde evidentemente parece faltan más de las tres partes de los naturales de la tierra, y si Nuestro Señor no trae remedio, presto se acabarán los más de los que quedan; por manera que lo que aquí tratare más se podrá decir destruición del Perú, que conquista ni poblazón.

La crónica es breve. Debió ser escrito hacia la década de 1550. Contiene un relato apresurado de la conquista del Perú, calificando a la captura  del inca Atahualpa en Cajamarca, como “la celada”. Refiere también los episodios de la conquista de Quito, la expedición de Almagro a Chile y los preliminares de la guerra civil entre pizarristas y almagristas hasta la batalla de Abancay. Criticando la acción de los primeros conquistadores, reprocha que estos: «Nunca entendieron sino en recoger oro y plata y hacerse ricos». La crónica tiene así un sentido acusatorio, más que de justificación de la conquista, con lo que se diferencia de otras crónicas escritas por españoles. Expresa profunda y decidida piedad por la raza sometida, cuyo maltrato rechaza enfáticamente. Tal como se desprende del extenso título de su obra, quiso que la acción de los españoles fuese conocida como “La destrucción del Perú”, más que como el de “conquista y población”. En ese sentido recuerda mucho a Bartolomé de las Casas.